# Cape Hudson
Cape Hudson är en udde i Antarktis. Den ligger i Östantarktis. Australien gör anspråk på området.
Terrängen inåt land är platt åt nordost, men åt sydväst är den kuperad. Havet är nära Cape Hudson åt nordväst. Trakten är obefolkad. Det finns inga samhällen i närheten.